# Oncideres glebulenta
Oncideres glebulenta är en skalbaggsart som beskrevs av Martins 1981. Oncideres glebulenta ingår i släktet Oncideres och familjen långhorningar. Inga underarter finns listade i Catalogue of Life.